# Gwangju Football Club
El Gwangju F. C. (en coreano: 광주 FC) es un club de fútbol situado en Gwangju, Corea del Sur. Fue fundado en 2010 y juega en la K League 1, primera división del país.

## Historia
La organización de la liga surcoreana asignó una plaza de expansión para un club profesional en Gwangju, a partir de la temporada 2011. Con la creación de la nueva franquicia se buscó dar un mayor uso al Estadio Mundialista de Gwangju y expandir la afición por este deporte en una de las ciudades más pobladas. Si bien Gwangju ya contaba con un club de fútbol, el Sangmu F. C., éste estaba controlado por las Fuerzas Armadas y jugaba allí de forma provisional, hasta su traslado a Sangju.
El club se llamó Gwangju F. C. y fue presentado a finales de 2010, con apoyo del gobierno de la ciudad y patrocinadores locales. En su primera temporada fue undécimo de 16 participantes, pero en 2012 terminó en penúltima posición. Al haberse creado una segunda división a partir de 2013, el Gwangju F. C. fue descendido a K League Challenge, junto con el Sangju Sangmu.

## Palmarés
- K League 2: 2

2019, 2022